# Фредрік Юнгберг
Фре́дрік Ю́нгберг (швед. Fredrik Ljungberg, МФА: [ˈfreːdrɪk ˈjɵŋˌbærj], нар. 16 квітня 1977, Віттсьє) — колишній шведський футболіст, правий фланговий півзахисник. Двічі (2002, 2006) визнавався найкращим футболістом Швеції. По завершенні ігрової кар'єри — футбольний тренер.

## Клубна кар'єра
У дорослому футболі дебютував 1994 року виступами за команду шведського клубу Гальмстад БК, в якій провів чотири сезони, взявши участь у 79 матчах чемпіонату.
Своєю грою за цю команду привернув увагу представників тренерського штабу лондонського «Арсенала», до складу якого приєднався 1998 року. Відіграв за «канонірів» наступні дев'ять сезонів своєї ігрової кар'єри. Більшість часу, проведеного у складі лондонського «Арсенала», був основним гравцем команди. За цей час чотири рази виборював титул володаря Суперкубка Англії, двічі ставав чемпіоном Англії та тричі — володарем Кубка Англії. У свої останні роки в «Арсеналі» (2005–2006) з причини травм грав нечасто, багато лікувався та відновлювався і в липні 2007 (розмови про це точилися ще з січня) був змушений покинути клуб.
23 липня 2007 року Юнгберг перейшов у «Вест Гем Юнайтед». Дебютував у новому клубі 11 серпня 2007 року в матчі проти «Манчестер Сіті», відразу ж надівши капітанську пов'язку. 26 квітня 2008 року у матчі з «Ньюкасл Юнайтед» отримав травму (перелом ребра) в єдиноборстві з їх захисником  Стівеном Тейлором і вибув до кінця сезону. 6 серпня 2008 року керівництво «Вест Гем Юнайтед» розірвало з Юнгбергом контракт.
28 жовтня 2008 року підписав 2-річний контракт з американським клубом «Сіетл Саундерс». 30 липня 2010 року гравець перейшов до «Чикаго Файр», однак довго у цьому американському клубі не затримався. 30 грудня того ж року Фредді Юнгберг на правах вільного агента приєднався до шотландського «Селтіка».
У серпні 2011 року шведський півзахисник підписав контракт з японським клубом «Сімідзу С-Палс». «Я радий, що буду грати в Японії», — так Юнгберг прокоментував свій перехід. Втім вже 14 лютого 2012 року, за домовленістю з керівництвом клубу, контракт було розірвано. А за півроку, 24 серпня 2012 35-річний гравець, що на той момент встиг розглянути пропозиції декількох клубів, офіційно оголосив про завершення професійної футбольної кар'єри.

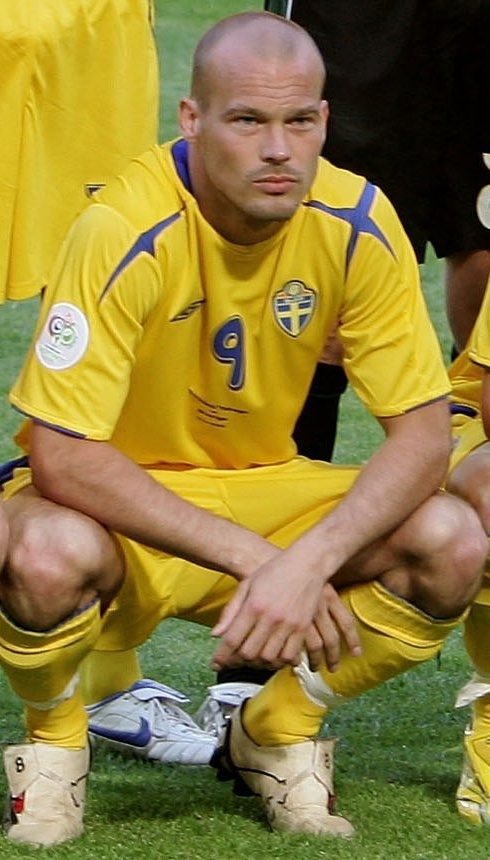
Фредрік Юнгберг у складі збірної Швеції. 2006 рік.

Втім через два роки, 25 липня 2014 року Юнгберг оголосив про повернення на поле і 2 вересня став гравцем клубу індійської Суперліги «Мумбаї Сіті». Але на поле швед виходив вкрай мало через постійні проблеми зі спиною, тому після лише чотирьох зіграних ігор він вирішив розірвати контракт з командою і повернутися додому в Лондон.

## Виступи за збірну
1998 року дебютував в офіційних матчах у складі національної збірної Швеції. Провів у формі головної команди країни 75 матчів, забивши 15 голів.
У складі збірної був учасником чемпіонату Європи 2000 року у Бельгії та Нідерландах, чемпіонату світу 2002 року в Японії і Південній Кореї, чемпіонату Європи 2004 року у Португалії, чемпіонату світу 2006 року у Німеччині (після якого став капітаном збірної), а також чемпіонату Європи 2008 року в Австрії та Швейцарії.

## Тренерська кар'єра
У травні 2013 року «Арсенал» оголосив, що легенда клубу Юнгберг «відновить зв'язки з клубом», взявши на себе роль посла з метою підвищення міжнародної популярності клубу. 
12 липня 2016 року було підтверджено, що він приєднається до академії «Арсеналу», ставши головним тренером команди «Арсенала» до 15 років.
Після призначення Андріса Йонкера новим головним тренером німецького «Вольфсбурга» 27 лютого 2017 року, клуб оголосив пізніше того ж дня, що до його штабу увійшли Юнгберг та Уве Шпайдель. Фредрік був у клубі півроку до того, як Йонкер та його помічники були звільнені з посад у вересні 2017 року.
12 червня 2018 року «Арсенал» оголосив, що Юнгберг повернеться до клубу, де займе посаду головного тренера молодіжної команди U-23. 
5 червня 2019 року Юнгберг увійшов до тренерського штабу Унаї Емері у основній команді «Арсеналу», а вже 29 листопада 2019 року Юнгберг був оголошений тимчасовим головним тренером після звільнення Емері через семиматчеву безвиграшну серію.

## Особисте життя
Попри розкриті пресою факти, спортсмен так і не зробив офіційну заяву про свою гомосексуальність або бісексуальність. Футболіст був незадоволений постійною увагою громадськості до своєї персони на ґрунті сексуальної орієнтації. В середині 2000-х років футболіст спробував розвіяти цей міф закрутивши роман з відомою британською моделлю Лаурен Холд.
| Дата       | Місто      | Господарі         | Результат               | Гості       | Турнір                         | Голи | Примітки |
| ---------- | ---------- | ----------------- | ----------------------- | ----------- | ------------------------------ | ---- | -------- |
| 24-1-1998  | Орландо    | США               | 1 – 0                   | Швеція      | товариський матч               | -    | 76'      |
| 29-1-1998  | Кінгстон   | Ямайка            | 0 – 0                   | Швеція      | товариський матч               | -    | 62'      |
| 28-5-1998  | Мальме     | Швеція            | 3 – 0                   | Данія       | товариський матч               | 1    |          |
| 19-8-1998  | Еребру     | Швеція            | 1 – 0                   | Росія       | товариський матч               | -    |          |
| 5-9-1998   | Стокгольм  | Швеція            | 2 – 1                   | Англія      | Відбір до ЧЄ 2000              | -    |          |
| 14-10-1998 | Бургас     | Болгарія          | 0 – 1                   | Швеція      | Відбір до ЧЄ 2000              | -    |          |
| 27-3-1999  | Гетеборг   | Швеція            | 2 – 0                   | Люксембург  | Відбір до ЧЄ 2000              | -    | 79'      |
| 31-3-1999  | Хожув      | Польща            | 0 – 1                   | Швеція      | Відбір до ЧЄ 2000              | 1    |          |
| 27-5-1999  | Стокгольм  | Швеція            | 2 – 1                   | Ямайка      | товариський матч               | -    | 46'      |
| 5-6-1999   | Лондон     | Англія            | 0 – 0                   | Швеція      | Відбір до ЧЄ 2000              | -    |          |
| 18-8-1999  | Мальме     | Швеція            | 0 – 0                   | Австрія     | товариський матч               | -    | 46'      |
| 4-9-1999   | Стокгольм  | Швеція            | 1 – 0                   | Болгарія    | Відбір до ЧЄ 2000              | -    | 63'      |
| 9-10-1999  | Стокгольм  | Швеція            | 2 – 0                   | Польща      | Відбір до ЧЄ 2000              | -    | 83'      |
| 3-6-2000   | Гетеборг   | Швеція            | 1 – 1                   | Іспанія     | товариський матч               | -    |          |
| 10-6-2000  | Брюссель   | Бельгія           | 2 – 1                   | Швеція      | ЧЄ 2000 - 1-й етап             | -    |          |
| 15-6-2000  | Ейндговен  | Швеція            | 0 – 0                   | Туреччина   | ЧЄ 2000 - 1-й етап             | -    |          |
| 19-6-2000  | Ейндговен  | Італія            | 2 – 1                   | Швеція      | ЧЄ 2000 - 1-й етап             | -    |          |
| 16-8-2000  | Рейк'явік  | Ісландія          | 2 – 1                   | Швеція      | Nordisk Mesterskap             | -    | 46'      |
| 2-9-2000   | Баку       | Азербайджан       | 0 – 1                   | Швеція      | Відбір до ЧС 2002              | -    |          |
| 7-10-2000  | Гетеборг   | Швеція            | 1 – 1                   | Туреччина   | Відбір до ЧС 2002              | -    | 33'      |
| 11-10-2000 | Братислава | Словаччина        | 0 – 0                   | Швеція      | Відбір до ЧС 2002              | -    |          |
| 28-2-2001  | Та-Калі    | Мальта            | 0 – 3                   | Швеція      | товариський матч               | -    | 71'      |
| 24-3-2001  | Гетеборг   | Швеція            | 1 – 0                   | Македонія   | Відбір до ЧС 2002              | -    |          |
| 28-3-2001  | Кишинів    | Молдова           | 0 – 2                   | Швеція      | Відбір до ЧС 2002              | -    |          |
| 25-4-2001  | Женева     | Швейцарія         | 0 – 2                   | Швеція      | товариський матч               | -    | 70'      |
| 2-6-2001   | Стокгольм  | Швеція            | 2 – 0                   | Словаччина  | Відбір до ЧС 2002              | -    |          |
| 15-8-2001  | Стокгольм  | Швеція            | 3 – 0                   | ПАР         | товариський матч               | -    | 46'      |
| 1-9-2001   | Скоп'є     | Македонія         | 1 – 2                   | Швеція      | Відбір до ЧС 2002              | -    |          |
| 5-9-2001   | Стамбул    | Туреччина         | 1 – 2                   | Швеція      | Відбір до ЧС 2002              | -    |          |
| 7-10-2001  | Стокгольм  | Швеція            | 3 – 0                   | Азербайджан | Відбір до ЧС 2002              | -    |          |
| 17-4-2002  | Осло       | Норвегія          | 0 – 0                   | Швеція      | товариський матч               | -    | 46'      |
| 25-5-2002  | Токіо      | Японія            | 1 – 1                   | Швеція      | товариський матч               | -    | 74'      |
| 2-6-2002   | Сайтама    | Англія            | 1 – 1                   | Швеція      | ЧС 2002 - 1-й етап             | -    |          |
| 7-6-2002   | Кобе       | Нігерія           | 1 – 2                   | Швеція      | ЧС 2002 - 1-й етап             | -    |          |
| 12-10-2002 | Стокгольм  | Швеція            | 1 – 1                   | Угорщина    | Відбір до ЧЄ 2004              | -    |          |
| 2-4-2003   | Будапешт   | Угорщина          | 1 – 2                   | Швеція      | Відбір до ЧЄ 2004              | -    | 90+4'    |
| 7-6-2003   | Серравалле | Сан-Марино        | 0 – 6                   | Швеція      | Відбір до ЧЄ 2004              | 1    | 73'      |
| 11-6-2003  | Стокгольм  | Швеція            | 3 – 0                   | Польща      | Відбір до ЧЄ 2004              | -    | 63'      |
| 10-9-2003  | Хожув      | Польща            | 0 – 2                   | Швеція      | Відбір до ЧЄ 2004              | -    |          |
| 5-6-2004   | Стокгольм  | Швеція            | 3 – 1                   | Польща      | товариський матч               | -    | 64'      |
| 14-6-2004  | Лісабон    | Швеція            | 5 – 0                   | Болгарія    | ЧЄ 2004 - 1-й етап             | 1    |          |
| 18-6-2004  | Порту      | Італія            | 1 – 1                   | Швеція      | ЧЄ 2004 - 1-й етап             | -    |          |
| 22-6-2004  | Порту      | Данія             | 2 – 2                   | Швеція      | ЧЄ 2004 - 1-й етап             | -    |          |
| 26-6-2004  | Фару       | Швеція            | 0 – 0 д.ч. (4 – 5 п.п.) | Нідерланди  | ЧЄ 2004 - чвертьфінал          | -    |          |
| 18-8-2004  | Стокгольм  | Швеція            | 2 – 2                   | Нідерланди  | товариський матч               | -    | 46'      |
| 4-9-2004   | Та-Калі    | Мальта            | 0 – 7                   | Швеція      | Відбір до ЧС 2006              | 2    |          |
| 8-9-2004   | Гетеборг   | Швеція            | 0 – 1                   | Хорватія    | Відбір до ЧС 2006              | -    |          |
| 9-10-2004  | Стокгольм  | Швеція            | 3 – 0                   | Угорщина    | Відбір до ЧС 2006              | 1    |          |
| 13-10-2004 | Рейк'явік  | Ісландія          | 1 – 4                   | Швеція      | Відбір до ЧС 2006              | -    | 56'      |
| 9-2-2005   | Сен-Дені   | Франція           | 1 – 1                   | Швеція      | товариський матч               | 1    | 46'      |
| 26-3-2005  | Софія      | Болгарія          | 0 – 3                   | Швеція      | Відбір до ЧС 2006              | 2    | 13'      |
| 4-6-2005   | Гетеборг   | Швеція            | 6 – 0                   | Мальта      | Відбір до ЧС 2006              | 1    |          |
| 3-9-2005   | Стокгольм  | Швеція            | 3 – 0                   | Болгарія    | Відбір до ЧС 2006              | 1    | 90+2'    |
| 7-9-2005   | Будапешт   | Угорщина          | 0 – 1                   | Швеція      | Відбір до ЧС 2006              | -    |          |
| 8-10-2005  | Загреб     | Хорватія          | 1 – 0                   | Швеція      | Відбір до ЧС 2006              | -    |          |
| 12-10-2005 | Стокгольм  | Швеція            | 3 – 1                   | Ісландія    | Відбір до ЧС 2006              | -    |          |
| 2-6-2006   | Стокгольм  | Швеція            | 1 – 1                   | Чилі        | товариський матч               | -    | 46'      |
| 10-6-2006  | Дортмунд   | Тринідад і Тобаго | 0 – 0                   | Швеція      | ЧС 2006 - 1-й етап             | -    |          |
| 15-6-2006  | Берлін     | Швеція            | 1 – 0                   | Парагвай    | ЧС 2006 - 1-й етап             | 1    |          |
| 20-6-2006  | Кельн      | Швеція            | 2 – 2                   | Англія      | ЧС 2006 - 1-й етап             | -    | 87'      |
| 24-6-2006  | Мюнхен     | Німеччина         | 2 – 0                   | Швеція      | ЧС 2006 - 1/8 фіналу di finale | -    |          |
| 2-9-2006   | Рига       | Латвія            | 0 – 1                   | Швеція      | Відбір до ЧЄ 2008              | -    | кап.     |
| 6-9-2006   | Гетеборг   | Швеція            | 3 – 1                   | Ліхтенштейн | Відбір до ЧЄ 2008              | -    | кап.     |
| 7-10-2006  | Стокгольм  | Швеція            | 2 – 0                   | Іспанія     | Відбір до ЧЄ 2008              | -    | кап. 56' |
| 28-3-2007  | Белфаст    | Північна Ірландія | 2 – 1                   | Швеція      | Відбір до ЧЄ 2008              | -    | кап.     |
| 2-6-2007   | Копенгаген | Данія             | 2 – 2                   | Швеція      | Відбір до ЧЄ 2008              | -    | кап.     |
| 6-6-2007   | Стокгольм  | Швеція            | 5 – 0                   | Ісландія    | Відбір до ЧЄ 2008              | -    | кап.     |
| 13-10-2007 | Вадуц      | Ліхтенштейн       | 0 – 3                   | Швеція      | Відбір до ЧЄ 2008              | 1    | 39'      |
| 17-11-2007 | Мадрид     | Іспанія           | 3 – 0                   | Швеція      | Відбір до ЧЄ 2008              | -    | кап.     |
| 21-11-2007 | Стокгольм  | Швеція            | 2 – 1                   | Латвія      | Відбір до ЧЄ 2008              | -    | кап.     |
| 26-3-2008  | Лондон     | Швеція            | 0 – 1                   | Бразилія    | товариський матч               | -    | кап. 57' |
| 1-6-2008   | Стокгольм  | Швеція            | 0 – 1                   | Україна     | товариський матч               | -    | 46'      |
| 10-6-2008  | Зальцбург  | Греція            | 0 – 2                   | Швеція      | ЧЄ 2008 - 1-й етап             | -    | кап.     |
| 14-6-2008  | Інсбрук    | Швеція            | 1 – 2                   | Іспанія     | ЧЄ 2008 - 1-й етап             | -    | кап.     |
| 18-6-2008  | Інсбрук    | Росія             | 2 – 0                   | Швеція      | ЧЄ 2008 - 1-й етап             | -    | кап.     |
| Усього     |            | Матчів            | 75                      |             | Голів                          | 14   |          |

## Титули і досягнення

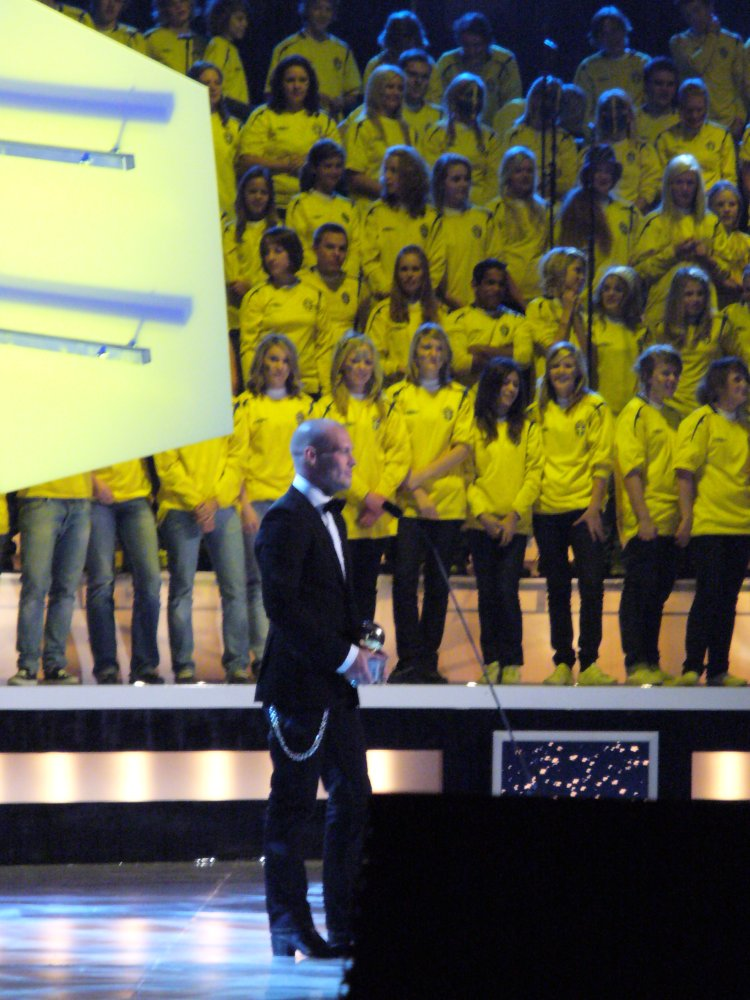
Фредрік Юнгберг приймає нагороду найкращому шведському футболісту 2006 року.

### Командні
- Володар Кубка Швеції (1):

«Гальмстад БК»: 1995
- Чемпіон Швеції (1):

«Гальмстад БК»: 1997
- Володар Суперкубка Англії (4):

«Арсенал»: 1998, 1999, 2002, 2004
- Чемпіон Англії (2):

«Арсенал»: 2001-02, 2003-04
- Володар Кубка Англії (3):

«Арсенал»: 2001–2002, 2002–2003, 2004–2005
- Володар Кубка Шотландії (1):

«Селтік»: 2010–11

### Особисті
- Найкращий шведський футболіст року (2):

2002 та 2006